# Арассамахи
Арассамахи (дарг. ГIерассамахьи) — село в Акушинском районе Дагестана. Входит в состав сельского поселения «Сельсовет Нахкинский».

## Географическое положение
Расположено в 25 км к юго-востоку от районного центра села Акуша, на р. Кулахерк.

## Население
| 1895 | 1926 | 1939 | 1970 | 1989 | 2002 | 2010 |
| ---- | ---- | ---- | ---- | ---- | ---- | ---- |
| 59   | ↘49  | ↗61  | ↗99  | ↘50  | ↘38  | ↘29  |
| 2021 |      |      |      |      |      |      |
| ↗30  |      |      |      |      |      |      |